# Arvegil
En el universo imaginario de J. R. R. Tolkien y en los apéndices de la novela El Señor de los Anillos, Arvegil es el undécimo rey de Arthedain. Es hijo de Argeleb II y nació en Fornost en el año 1553 de la Tercera Edad del Sol. Su nombre es sindarin y puede traducirse como «espada real».
Sucedió a su padre en el año 1670 T. E. Durante su reinado los hobbits siguieron llegando a Arnor, instalándose la mayoría en la Comarca. Todo esto gracias a la relativa calma política en la región instalada desde el reinado de su abuelo, Arveleg I, y de los efectos de la Gran Peste, que si bien había afectado a los dúnedain, también lo hizo con sus enemigos.
Muere en el año 1743 T. E. tras 73 años de reinado y 190 de vida. Es sucedido por su hijo Arveleg.